# Jerôme Duquesnoy (II)

Cristo muerto

Jerôme Duquesnoy (II) o Hieronymus Duquesnoy (II) o el Joven (bautizado el 8 de mayo de 1602-28 de septiembre de 1654) fue un arquitecto y escultor flamenco que se dedicó especialmente al retrato. Desempeñó un papel importante en la introducción del estilo barroco en la escultura del norte de Europa.

## Vida

### Formación
Nació en Bruselas, hijo de Jerôme Duquesnoy (I), escultor de la corte del archiduque Alberto y la archiduquesa Isabel, que gobernaron conjuntamente los Países Bajos españoles. Su padre es ahora conocido principalmente como el creador de la fuente del Manneken Pis en Bruselas (1619). Se formó en el taller de su padre junto con su hermano mayor François. François se fue a trabajar a Roma, donde tuvo bastante éxito.

### En el extranjero

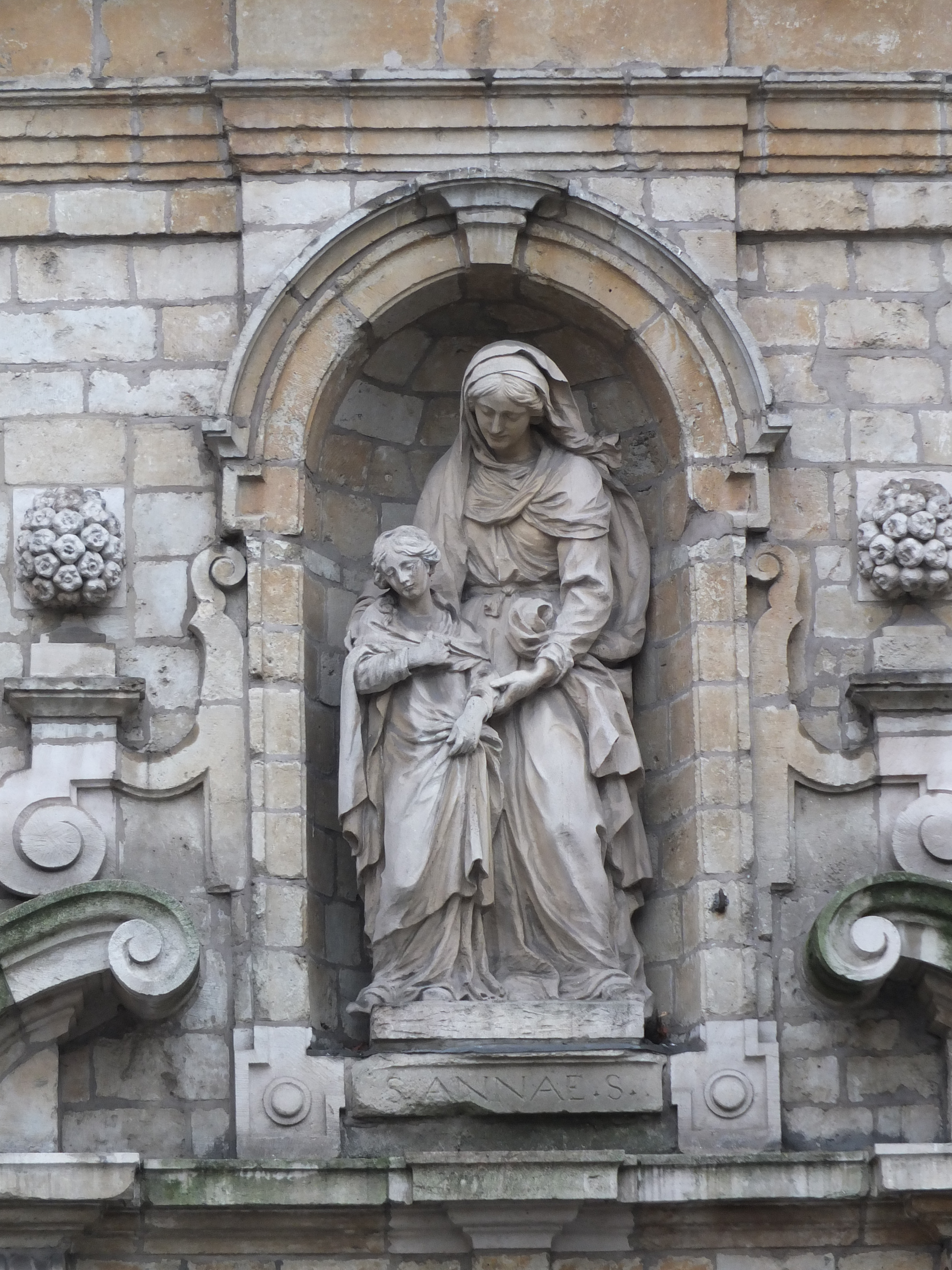
La educación de la Santísima Virgen por Santa Anna, copia

Jerôme viajó para reunirse con su hermano mayor en Roma en 1621. Durante el periodo de residencia de Anthony van Dyck en Roma, los hermanos entablaron amistad con él y van Dyck pintó sus retratos. Jerôme trabajó con su hermano en el baldaquino para San Pedro en Roma, como atestigua un pago a su nombre por esa obra recibido en 1627. No hay documentación sobre los movimientos de Jerôme entre 1627 y 1641. Se supone que los hermanos se pelearon y se separaron, tras lo cual Jerôme se fue a trabajar principalmente a España, donde recibió encargos de la corte, y a Portugal. No se ha localizado ninguna de sus obras de ese periodo. Una opinión alternativa a la falta de detalles sobre el paradero y la residencia de Jerôme en España entre 1627 y 1641 sostiene que, de hecho, Jerôme no había salido de Roma durante un largo periodo de tiempo, sino que había estado trabajando dentro del taller de su hermano en Roma ayudándole con sus diversos encargos. Por tanto, el viaje a España habría sido más bien breve y ocurrió probablemente en el año 1640. Cuando en 1641 se documenta que Jérôme trabajaba en el taller del orfebre flamenco Andreas Ghysels en Florencia, es posible que lo hiciera en la ejecución de diseños de su hermano.
Tras una estancia de nueve meses en Florencia, Duquesnoy regresó a Roma. Cuando François partió de viaje a Francia, invitado por el rey francés, para ser director de un departamento de pintura y escultura aún por crear, llamado "Académie Royale de Peinture et de Sculpture", Jerôme le acompañó. Durante el viaje, François murió el 12 de julio de 1643 en Livorno de una enfermedad que ya padecía antes de partir.

### Regreso a Flandes
En lugar de volver a Roma, Jerôme viajó a su ciudad natal, Bruselas, donde pronto recibió numerosos encargos. Reclamó los cofres con diseños y modelos artísticos que habían pertenecido a su hermano y que habían sido enviados a Bruselas.

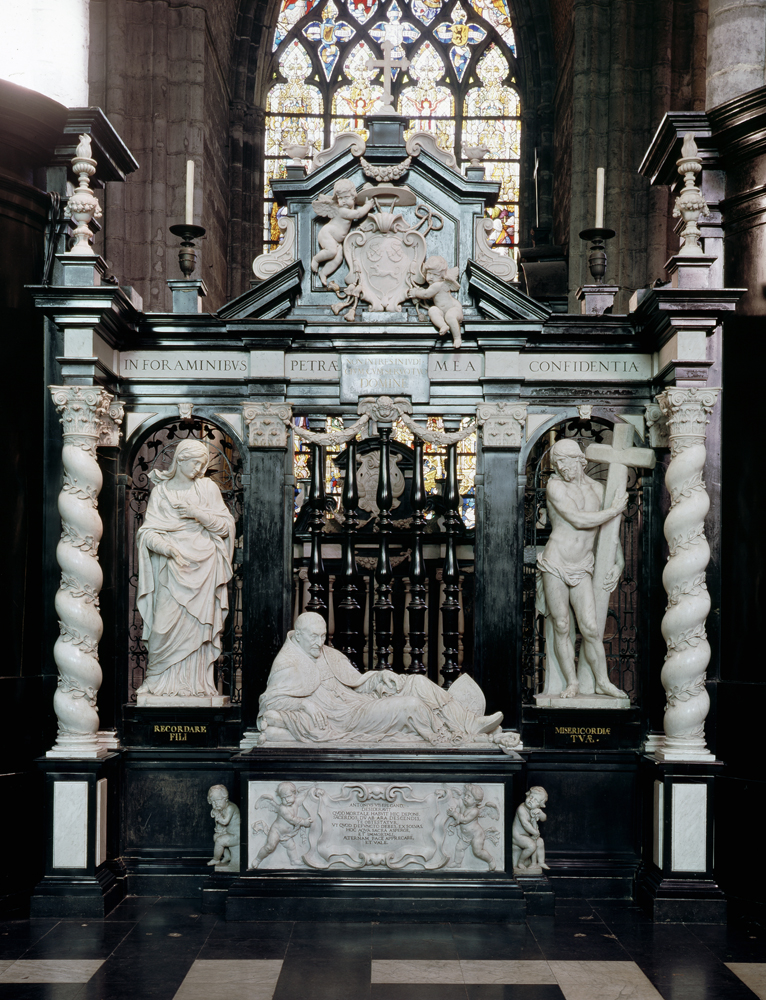
Monumento a la tumba del obispo Antonius Triest

En 1644 realizó una escultura de Santo Tomás destinada a la catedral de San Miguel y Santa Gúdula de Bruselas, pagada por el Consejo de Brabante. También se convirtió en ayudante del arquitecto y pintor de la corte Jacob Franquart. En 1646, realiza el proyecto de la capilla de Nuestra Señora de la Catedral de San Miguel y Santa Gúdula y dirige su construcción.

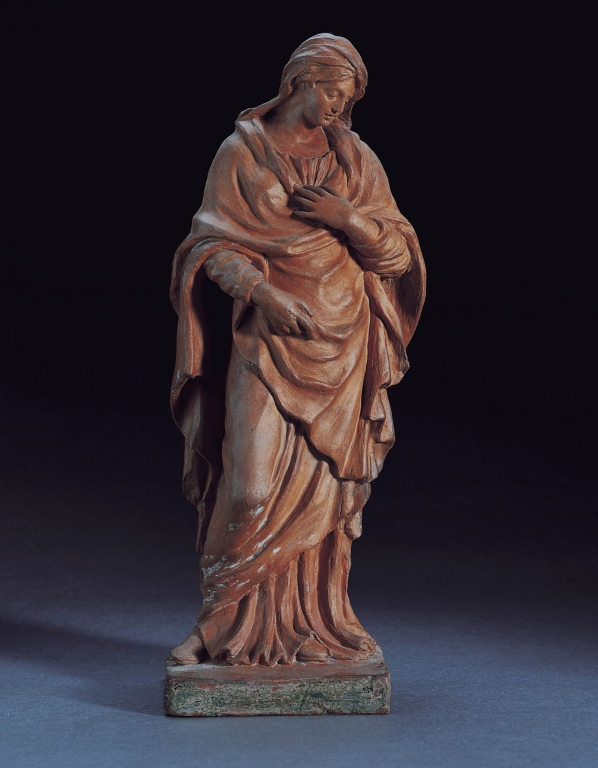
Modelo para una estatua de María

Duquesnoy realizó otras tres esculturas de apóstoles para la Catedral de San Miguel y Santa Gúdula en 1646. También realizó las imágenes de los apóstoles Felipe y Mateo para la Iglesia de la Capilla de Bruselas. A la muerte de Jacob Franquart, en 1651, Duquesnoy le sucedió en la corte de Bruselas como "architecte, statuaire et sculpteur de la Cour" (arquitecto, escultor y escultor de la corte). Como tal, Duquesnoy realizó varios retratos del archiduque Leopoldo Guillermo de Austria, entonces gobernador de los Países Bajos españoles (actualmente en el Museo de Historia del Arte de Viena).
Recibió el encargo de colocar el monumento funerario del obispo Antonius Triest en el coro de la catedral de San Bavón en Gante. También recibió un encargo de la familia Thurn und Taxis para colocar una estatua de mármol de Santa Úrsula en la Capilla de Santa Úrsula en la Iglesia Sablon en Bruselas.

## Juicio y ejecución
En 1654, Duquesnoy se encontraba en Gante para completar el monumento funerario de Antonius Triest. Fue detenido por abusar sexualmente de dos niños de 8 y 11 años respectivamente y juzgado por sodomía. Las apelaciones de sus amigos al tribunal de Bruselas para que se transfiriera la jurisdicción del caso del tribunal local de Gante al magistrado real de Bruselas no tuvieron éxito. Fue condenado a ser estrangulado y luego quemado en la hoguera en el Koornmarkt, una plaza pública de Gante. La sentencia se ejecutó el 28 de septiembre de 1654. La tumba de Triest fue dejada para ser completada por otros.

## Obra

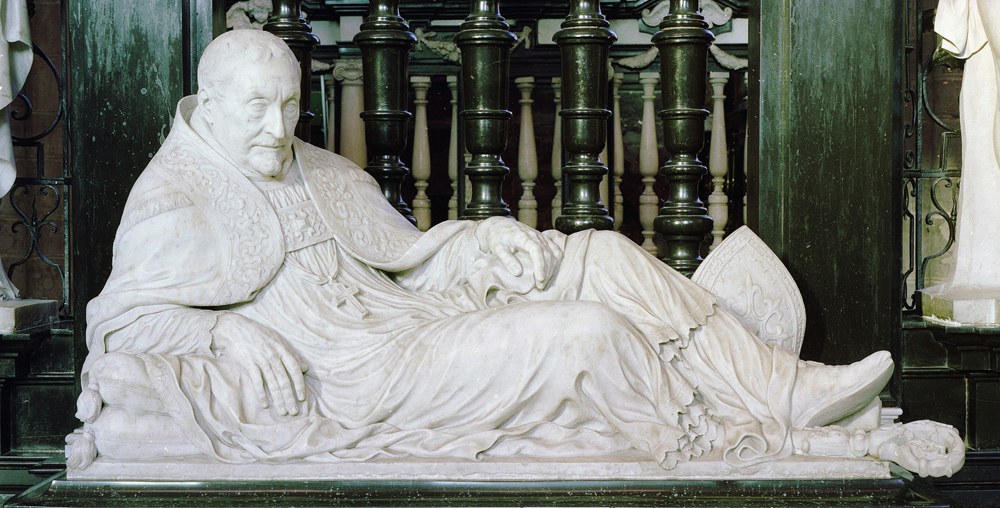
Tumba del obispo Triest (detalle)

Jerôme es considerado generalmente como un escultor hábil, pero un artista menos original o innovador que su hermano François. Se ha cuestionado su talento artístico a partir de las suposiciones que rodean la utilización para su propia obra de diseños realizados por su hermano, y en particular los diseños del busto (hoy en el Museo del Louvre de París) y de la tumba del obispo Triest. Ya en 1642, el obispo Antonius Triest se dirigió a François Duquesnoy en relación con este busto y monumento y le envió un cuadro suyo para que sirviera de base al busto. François había rechazado el encargo debido a su próximo traslado a Francia, pero se dice que hizo algunos modelos de terracota para putti para el monumento. No se ha documentado si François había trabajado en el diseño y la ejecución del busto antes de morir en 1643. Por lo tanto, es difícil determinar en qué medida (si es que hay alguna) es de su mano. La obra se terminó probablemente en 1643 o 1644 y está firmada por Jerôme. La gran calidad de la ejecución del retrato ha llevado a especular que su hermano tuvo un papel importante (o incluso único) en su diseño e incluso en su ejecución. Es probable que el diseño del propio monumento funerario, realizado casi una década más tarde, sea de la propia mano de Jerôme. El monumento está colocado en un marco arquitectónico de mármol blanco y negro y representa a María y a Cristo mirando la efigie del obispo reclinado en un sarcófago. El retrato del obispo en el monumento es particularmente bello, aunque algunos lo han comparado desfavorablemente con el busto anterior del obispo.
Trabajó en el estilo barroco con tendencias clasicistas que había iniciado su hermano. Una de sus obras más exitosas es la estatua de mármol de Santa Úrsula arrodillada, situada en la capilla de Santa Úrsula de la iglesia del Sablón de Bruselas. Su estilo se aprecia claramente en el mármol que representa el Rapto de Ganímedes (Museo Estatal de Arte e Historia Cultural de Westfalia)